# ArtPop Könyvek

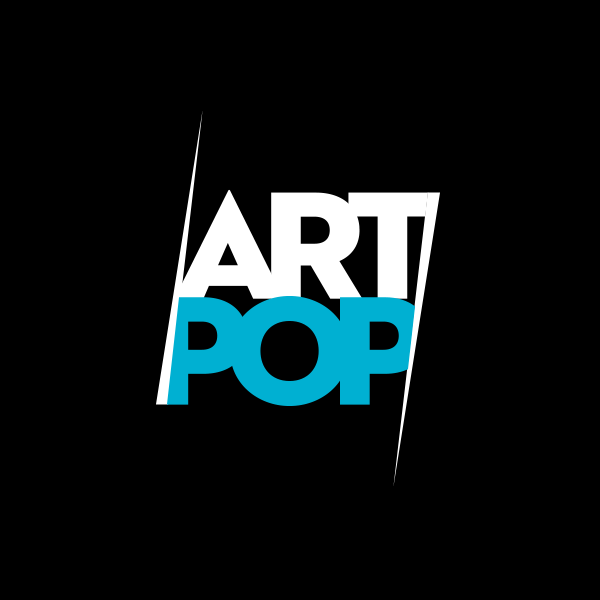
ArtPop Könyvek

 Az ArtPop Könyvek a Libri Kiadó és a József Attila Kör által 2015-ben közösen indított világirodalmi könyvsorozat, amiben olyan kortárs világirodalmi regényeket válogatnak be a szerkesztők, amelyek a populáris és a szépirodalom határán mozognak vagy egyenesen meg is kérdőjelezik e határ létezését. A sorozat szerkesztői Bárány Tibor és Nádor Zsófia. A sorozat előzménye a József Attila Kör világirodalmi sorozata; annak azonosítóját viszi tovább (ISSN 1585-6542).

## A sorozatban eddig megjelent könyvek
- 2015: Stefan Spjut: Stallo (thriller)
- 2015: Jessie Burton: A babaház úrnője (történelmi regény)
- 2015: Clive Barker: A vér evangéliuma (horror)
- 2016: Fernanda Torres: Vég
- 2016: Toby Litt: Halvaboncolás
- 2016: Kevin Wilson: Életképtelenek
- 2016: Ma Jia: Kódfejtő
- 2017: Jessie Burton: A múzsa
- 2017: Matthew Thomas: Nem vagyunk magunk